# مارک وبر
مارک وبر (انگلیسی: Mark Webber؛ زاده ۲۷ اوت ۱۹۷۶) یک راننده فرمول یک اهل استرالیا است.